# 3-Phenoxytoluol
3-Phenoxytoluol ist eine organische Verbindung, ein Derivat des Diphenylethers mit einer zusätzlichen Methylgruppe.

## Herstellung
3-Phenoxytoluol kann hergestellt werden, indem meta-Kresol als Phenolat mit Chlorbenzol in einer Ullmann-Reaktion umgesetzt wird. Die Reaktion erfolgt unter Katalyse mit Kupfer bei 160–200 °C.

## Reaktionen und Verwendung
3-Phenoxytoluol ist ein Intermediat in der Herstellung einiger Insektizide aus der Klasse der Pyrethroide. So kann es in 3-Phenoxybenzylalkohol umgewandelt werden, der wiederum zur Herstellung von Permethrin verwendet wird. Weiterhin tritt es als Intermediat in der Herstellung von 3-Phenoxymandelonitril auf, das über 3-Phenoxybenzaldehyd hergestellt und wiederum Edukt für die Herstellung von Cypermethrin und Fenvalerat verwendet wird. Die Oxidation zum Aldehyd ist möglich, indem zunächst die Seitenkette bromiert und dann das Intermediat hydrolysiert wird. Eine besonders effiziente Methode verwendet Cer(IV). Das entsprechende Oxidationsmittel wird durch Reaktion von Cer(IV)-perchlorat mit Trifluoressigsäure in Perchlorsäure gewonnen.

## Externe Links zu erwähnten Verbindungen
1. ↑  Externe Identifikatoren von bzw. Datenbank-Links zu 3-Phenoxybenzaldehyd:  CAS-Nr.: 39515-51-0, EG-Nr.: 254-487-1, ECHA-InfoCard: 100.049.516, PubChem: 38284, ChemSpider: 35088, Wikidata: Q27255858.